# Organización Mundial de la Salud
La Organización Mundial de la Salud (OMS) es el organismo de la Organización de las Naciones Unidas (ONU) especializado en gestiones políticas de prevención, promoción e intervención a nivel mundial de la salud, definida en su Estatuto como un estado de completo bienestar físico, mental y social, y no solamente como la ausencia de afecciones o enfermedades. Inicialmente fue organizada por el Consejo Económico y Social de las Naciones Unidas, que impulsó la redacción de los primeros estatutos de la OMS. La primera reunión de esta organización tuvo lugar en Ginebra (Suiza) en 1948.
Los 193 Estados miembros de la OMS gobiernan el ente por medio de la Asamblea Mundial de la Salud, que está compuesta por los representantes de cada uno de estos países.
En 2009, la institución fue galardonada con el Premio Príncipe de Asturias de Cooperación Internacional.
Según Alexa, el sitio web who.int está clasificado como el 193.er sitio web más popular de Internet.

## Historia
Tras la Segunda Guerra Mundial, en 1945 hubo conversaciones en la ONU sobre la creación de una organización centrada en la mejora y el mantenimiento de la salud alrededor del mundo, a partir de la sugerencia de los representantes de Brasil y China de crear de otra organización de carácter global dedicada a los temas de salud. Tres años después, la Organización Mundial de la Salud (OMS) finalmente se instituyó el 7 de abril de 1948 a partir del principio de que «la salud es un derecho humano para todos». Sin embargo, desde mediados del siglo XIX ya se tenían ideas similares y se habían iniciado conversaciones de un enfoque internacional o transnacional para tratar los asuntos relacionados con la salud.
Además, el Estatuto del órgano entró en vigencia el mismo día de su fundación, siendo esta fecha conmemorada a través del Día Mundial de la Salud.
La primera reunión de la Asamblea Mundial de la Salud terminó el 24 de julio de 1948, tras haber obtenido un presupuesto de 5 millones de dólares estadounidenses para el año 1949. Andrija Štampar fue el primer presidente de dicha Asamblea, y G. Brock Chisholm fue nombrado director general de la organización, habiendo sido secretario ejecutivo durante las etapas de planificación. Sus primeras prioridades fueron controlar la propagación de la malaria, la tuberculosis y las infecciones de transmisión sexual, y mejorar la salud materno infantil, la nutrición y la higiene ambiental. Su primer acto legislativo se refería a la compilación de estadísticas precisas sobre la propagación y morbilidad de diferentes enfermedades. Su logotipo presenta la Vara de Asclepio como símbolo de curación.

## Idiomas
La situación actual quedó fijada en mayo de 1987 al aprobar la 27.ª Asamblea Mundial de la Salud el artículo 84 de su Reglamento Interior con la siguiente redacción: «Artículo 84: el árabe, el chino, el español, el francés, el inglés y el ruso serán los idiomas oficiales de la Asamblea de la Salud. El español, el francés, el inglés y el ruso serán sus idiomas de trabajo». Esta asamblea hizo del multilingüismo una política de esta institución. Desde la adopción de una resolución de 1998, todos los documentos y material institucional de los órganos deliberantes se han puesto a disposición en línea en todos los idiomas oficiales.[cita requerida]
Muchas de las principales publicaciones científicas de la OMS, como la Clasificación Internacional de Enfermedades, las Estadísticas Sanitarias Mundiales y el Informe sobre la salud en el mundo se difunden en los seis idiomas, y con frecuencia en muchos más.

## Estructura
Los Estados miembros de la Organización Mundial de la Salud designan sus delegaciones a la Asamblea Mundial de la Salud, la cual se reúne generalmente en mayo de cada año, y tiene la capacidad de definir las políticas financieras de la organización, revisa y aprueba el presupuesto por programas. La Asamblea elige a 34 miembros, técnicos en el campo de la salud, para un mandato de tres años, y que forman el Consejo Ejecutivo. Las funciones principales del Consejo son las de hacer efectivas las decisiones y las políticas de la Asamblea, aconsejarla y facilitar su trabajo.
La OMS está constituida por 193 Estados miembros, incluyendo todos los Estados miembros de la ONU, excepto Liechtenstein, los Estados Unidos de América,y la República Argentina.
Además, se encuentran dos territorios que no son miembros de la ONU: Niue y las Islas Cook, los cuales funcionan bajo el estatuto de asociados (con acceso a la información completa pero con participación y derecho a voto limitados). Actualmente, si son aprobados por mayoría de la asamblea, Puerto Rico y Tokelau se convertirían en miembros asociados. Algunas entidades no ONU pueden también tener el estatuto de observador, como lo es la Orden de Malta. Taiwán también se propone como miembro observador, contando con la oposición de China, ya que esta la considera como parte de su territorio. El lunes 31 de mayo de 2021, la Asamblea Mundial de la Salud ha adoptado por consenso, la Resolución Participación de la Santa Sede en la Organización Mundial de la Salud presentada por Italia, con la cual se formaliza la participación de la Santa Sede en los trabajos de la Organización Mundial de la Salud, en calidad de Estado no miembro Observador.

## Directores generales
| Director general            | País          | Mandato         | Cita   |
| --------------------------- | ------------- | --------------- | ------ |
| Brock Chisholm              | Canadá        | 1948-1953       | [ 20 ] |
| Marcolino Gomes Candau      | Brasil        | 1953-1973       | [ 21 ] |
| Halfdan T. Mahler           | Dinamarca     | 1973-1988       | [ 22 ] |
| Hiroshi Nakajima            | Japón         | 1988-1998       | [ 23 ] |
| Gro Harlem Brundtland       | Noruega       | 1998-2003       | [ 24 ] |
| Lee Jong-wook               | Corea del Sur | 2003-2006       | [ 25 ] |
| Anders Nordström (interino) | Suecia        | 2006            | [ 26 ] |
| Margaret Chan               | Hong Kong     | 2006-2017       | [ 27 ] |
| Dr. Tedros Adhanom          | Etiopía       | 2017-actualidad | [ 28 ] |

## Oficinas regionales
Para ser una agencia especializada de la ONU, las seis oficinas regionales de la OMS poseen una notable autonomía. Cada oficina regional es dirigida por un director regional. Es raro que un director regional elegido no sea confirmado. El comité regional de la OMS para cada región está formado por todos los jefes del servicio de salud de todos los gobiernos de los países que constituyen su respectiva región. Aparte de elegir al director regional, el comité regional está también a cargo de fijar las pautas para la puesta en práctica de todas las políticas sanitarias y las otras políticas adoptadas por la Asamblea Mundial dentro de su región. El comité regional también sirve como un comité examinador del progreso de las acciones de la OMS dentro de la región. El director Regional es la cabeza de la OMS para su región particular, y maneja o supervisa al personal sanitario y a los otros expertos, en las jefaturas regionales y en los centros especializados, también ejerce la autoridad de supervisión directa, conjuntamente con el director general de la OMS, de todos los jefes de las oficinas de los países que componen su región, conocidos como Representantes de la OMS.[cita requerida]
Las seis oficinas regionales son:
- Oficina Regional para África (AFRO), con sede en Brazzaville, República del Congo. AFRO incluye la mayor parte del África subsahariana, a excepción de Egipto, Sudán, Túnez, Libia, Marruecos y Somalia que pertenecen a la EMRO.
- Oficina Regional para el Mar Mediterráneo (EMRO), con sede en El Cairo, Egipto. Esta incluye a los países del Mundo árabe.[29]
- Oficina Regional para Europa (EURO), con sede en Copenhague, Dinamarca. Incluye a todos los países europeos.
- Oficina Regional para Asia Sur-Oriental (SEARO), con sede en Nueva Delhi, India. Cubre todos los países asiáticos no servidos por WPRO y EMRO, incluyendo a Corea del Norte.
- Oficina Regional para el Pacífico Occidental (WPRO), con sede en Manila, Filipinas. WPRO cubre todos los países asiáticos no servidos por SEARO y EMRO, y todos los países de Oceanía, incluyendo a Corea del Sur.
- Oficina Regional para las Américas (AMRO), con sede en Washington D. C., Estados Unidos. Es más conocida como la Organización Panamericana de la Salud (OPS) siendo este el organismo sanitario internacional más antiguo del mundo.

## Actividades de la OMS
- Armonización y codificación: la OMS lleva a cabo la Clasificación Internacional de enfermedades (ICD en inglés, o CIM en francés) y mantiene al día una lista modelo de los medicamentos esenciales que los sistemas de salud de todos los países deberían hacer que estuviesen disponibles a precios accesibles para la población general.
- Medidas sanitarias: toma de medidas para detener una epidemia y medidas sanitarias sobre los viajes internacionales (como la vacunación). La OMS declaró en 1980 que la viruela estaba erradicada, después de dos décadas de esfuerzos contra esta. (Es la primera enfermedad de la historia erradicada por el esfuerzo humano). La OMS está cerca del éxito en el desarrollo de vacunas contra el paludismo y la bilharziasis, y tiene por objetivo la erradicación de la poliomielitis en los próximos años. Además, está intentando controlar las donaciones para mejorar su calidad. La OMS considera que los trasplantes de sangre y de órganos sin regulación no son beneficiosos. Por ello, tratan de recoger todos los datos siguientes para saber si la calidad es buena y controlar y mejorar la sanidad pública: número de unidades de sangre recogidas, de donaciones voluntarias que no han sido retribuidas y las que sí, donaciones entre familiares, y donaciones que se usan para el estudio de infecciones.
- Asistencia a los Países Menos Avanzados (PMA): vacunación contra las grandes enfermedades infecciosas, aprovisionamiento de agua potable, eliminación de residuos, protección maternal y erradicación de ciertas enfermedades.
- Un programa estatal de lucha contra el sida, entre sus objetivos está el acceso a los tratamientos, investigación, vigilancia epidemiológica, etc. Se denomina Programa sobre el sida (HIV/AIDS Programme).
- Garantizar el acceso a medicamentos de buena calidad, seguridad y eficacia mediante el programa de preevaluación de medicamentos. La OMS preevalúa los medicamentos de los laboratorios que lo piden para que instituciones como la UNICEF u otras puedan adquirir estos medicamentos con seguridad cuando se realizan licitaciones internacionales, en particular para países en vías de desarrollo que no pueden realizar esas evaluaciones por sus propios medios.

La OMS realiza diversas campañas relacionadas con la salud, como por ejemplo para el aumento del consumo de frutas y verduras en el mundo, o para reducir el uso del tabaco. Además, la OMS tiene la facultad de decretar una emergencia de salud pública de importancia internacional cuando haya un evento extraordinario que se considere como un riesgo para la salud pública de otras naciones a través de la propagación internacional de la enfermedad y que potencialmente requiere una respuesta internacional coordinada.
Según la OMS, «la salud es el estado de completo bienestar físico, psíquico y social de un individuo y no sólo la ausencia de enfermedad». Pero esta definición fue reformulada por la OMS: «La salud es el grado en que una persona puede llevar a cabo sus aspiraciones, satisfacer sus necesidades y relacionarse adecuadamente con su ambiente».

## Tratado mundial de pandemias
En mayo de 2024, se firma en la 77.ª Asamblea Mundial de la Salud el Tratado de Pandemias para su adopción inmediata.
Este Tratado, de carácter vinculante, permite al presidente de la OMS imponer medidas para controlar pandemias como confinamientos, vacunas, y otros mecanismos que antes eran de aplicación exclusivamente nacional (dependiente del poder judicial) con el fin de controlar pandemias.

### Controversia del Tratado
Voces como Ángeles Maestro, médico y Técnico Superior de Salud Pública en España, exmiembro del Congreso de los Diputados de España, o Jon Andre Etxebarría, ex-decano, y biólogo, han manifestado gran preocupación por lo que a su juicio, un ente como la OMS, financiado en su 80% (de media) durante los últimos 40 años,  por farmacéuticas y organizaciones privadas, y con la última experiencia de su gestión del COVID.
También critican ambos, el secretismo en los medios de comunicación con que se está llevando a cabo la agenda y lo concerniente al mismo, pese a existir propias webs, ni las noticias, ni las radios, ni las tertulias de gran difusión se hacen eco de ello, pasando desapercibio para la opinión pública.[cita requerida]

## Críticas a la Organización Mundial de la Salud

### Críticas por el acuerdo WHA12-40 con la OIEA de 1959
El Accidente nuclear de Fukushima I, ocurrido el 11 de marzo de 2011, volvió a poner sobre la mesa las consecuencias negativas que la firma del WHA12-40 entre la OMS y la Agencia Internacional de la Energía Atómica (OIEA), el 28 de mayo de 1959, suponen para la consecución de los objetivos principales de la OMS. Según la agrupación de organizaciones no gubernamentales Por la independencia de la OMS, dicho acuerdo ha sido muy negativo, desde su constitución y de manera especial ante las catástrofes nucleares como han sido el accidente de Chernóbil, el de Harrisburg o Isla de las Tres Millas (Pensilvania) y el accidente de Fukushima en Japón.
Para la organización Por la independencia de OMS, ningún programa social ni médico digno de ese nombre ha sido puesto en práctica en las zonas contaminadas por el accidente de Chernóbil. Se considera que dicho acuerdo ha limitado gravemente la protección de la salud de los ciudadanos del mundo en relación con la contaminación radiactiva. Se señala que en los países con actividad nuclear, los estudios epidemiológicos son raros y casi inexistentes y, en ciertos países como Francia, el secreto sobre las actividades nucleares civiles y militares es total, el acuerdo supone un conflicto de intereses entre los objetivos de la OMS y la OIEA, próxima a los de la industria nuclear.
Para el académico suizo Jean Ziegler, vicepresidente del comité asesor del Consejo de Derecho Humanos de la ONU, «el lobby nuclear ha conseguido que la OMS renuncie a ocuparse de las víctimas de las catástrofes atómicas».

### Manejo de la Pandemia de COVID-19
La OMS enfrentó críticas por parte de la administración Trump de los Estados Unidos mientras "guiaba al mundo sobre cómo abordar la mortal pandemia de COVID-19". La OMS creó un equipo de apoyo a la gestión de incidentes el 1 de enero de 2020, un día después de que las autoridades sanitarias chinas notificaran a la organización de un grupo de casos de neumonía de etiología desconocida. El 5 de enero, la OMS notificó a todos los Estados miembros del brote y, en los días siguientes, proporcionó orientación a todos los países sobre cómo responder y confirmó la primera infección fuera de China. La organización advirtió sobre la transmisión limitada de persona a persona el 14 de enero y confirmó la transmisión de persona a persona una semana después. El 30 de enero, la OMS declaró una emergencia de salud pública de importancia internacional, considerada una medida de "llamada a la acción" y "último recurso" para la comunidad internacional y una pandemia el 11 de marzo. Las recomendaciones de la OMS fueron seguidas por muchos países, incluidos Alemania, Singapur y Corea del Sur, pero no por Estados Unidos. Posteriormente, la OMS estableció un programa para entregar suministros médicos, de protección y de prueba a los países de bajos ingresos para ayudarlos a manejar la crisis.
Mientras organiza la respuesta global a la pandemia de COVID-19 y supervisa "más de 35 operaciones de emergencia" para el cólera, el sarampión y otras epidemias a nivel internacional, la OMS ha sido criticada por elogiar la respuesta de salud pública de China a la crisis mientras busca mantener un "acto de equilibrio" entre Estados Unidos y China. Comentaristas como John Mackenzie del comité de emergencia de la OMS y Anne Schuchat del CDC de Estados Unidos han declarado que el recuento oficial de casos y muertes de China puede ser una subestimación. David Heymann, profesor de epidemiología de enfermedades infecciosas en la Escuela de Higiene y Medicina Tropical de Londres, dijo en respuesta que "China ha sido muy transparente y abierta al compartir sus datos... y abrieron todos sus archivos con la OMS".
El 14 de abril de 2020, el presidente de los Estados Unidos, Donald Trump se comprometió a detener la financiación de los Estados Unidos a la OMS mientras revisaba su papel en la "mala gestión y el encubrimiento de la propagación del coronavirus". tasas a la OMS al 31 de marzo de 2020; normalmente pagaría sus tasas restantes en septiembre de 2020.
Los líderes mundiales y los expertos en salud condenaron en gran medida el anuncio del presidente Trump, que se produjo en medio de críticas a su respuesta al brote en Estados Unidos. La OMS calificó el anuncio de "lamentable" y defendió sus acciones para alertar al mundo sobre la aparición de COVID-19. Los críticos de Trump también dijeron que tal suspensión sería ilegal, aunque los expertos legales que hablaron con PolitiFact dijeron que su legalidad podría depender de la forma particular en que se ejecutó la suspensión. El 8 de mayo de 2020, Estados Unidos bloqueó una votación sobre una resolución del Consejo de Seguridad de la ONU destinada a promover la cooperación internacional no violenta durante la pandemia y mencionó a la OMS. El 18 de mayo de 2020, Trump amenazó con poner fin de forma permanente a toda la financiación estadounidense de la OMS y considerar la posibilidad de poner fin a la membresía estadounidense. 
El 29 de mayo de 2020, el presidente Trump anunció planes para retirar a Estados Unidos de la OMS, aunque no estaba claro si tenía la autoridad para hacerlo. El 7 de julio de 2020, el presidente Trump notificó formalmente a la ONU de su intención de retirar a Estados Unidos de la OMS.
La OMS ha avanzado hacia la aceptación e integración de la medicina tradicional y la medicina tradicional china. En 2022, la nueva Clasificación Estadística Internacional de Enfermedades y Problemas de Salud Relacionados, ICD-11 intentará permitir que las clasificaciones de la medicina tradicional se integren con las clasificaciones de la medicina basada en evidencia. Aunque las autoridades chinas han impulsado el cambio, este y otros apoyos de la OMS a la medicina tradicional han sido criticados por la comunidad médica y científica, debido a la falta de evidencia y al riesgo de poner en peligro la vida silvestre cazada por remedios tradicionales. Un portavoz de la OMS dijo que la inclusión "no es un respaldo de la validez científica de ninguna práctica de la Medicina Tradicional ni de la eficacia de ninguna intervención de la Medicina Tradicional".

## Embajadores
La Organización Mundial de la Salud posee diferentes embajadores alrededor del mundo. Tracy Trinita fue galardonada por alentar a los jóvenes de la sociedad indonesia a vivir un estilo de vida saludable. Son también embajadores de la OMS: el futbolista brasileño Alisson Becker, la doctora Natália Loewe Becker, la activista Cynthia Germanotta y la ex presidenta de Liberia Ellen Johnson Sirleaf, entre otros.